# شب‌قدر
شب‌قدر (به انگلیسی: Shabqadar) یک شهر در پاکستان است که در خیبر پختونخوا واقع شده‌است. شب‌قدر ۵۵٬۴۳۹ نفر جمعیت دارد.